# Friedrich August (Schiff, 1855)
Der Raddampfer Friedrich August wurde 1854 auf dem Schiffbauplatz in Krippen auf Kiel gelegt. Es wurde hier aus Teilen gebaut. Hersteller der Schiffsteile war die Schiffbauanstalt W. U. Pearce in Ludwigshafen/Rh. Namensgeber war König Friedrich August II. von Sachsen.

## Die Zeit bis 1890
Kurz nach seinem Stapellauf fuhr der Raddampfer als Festschiff bei der Schillerfeier am 10. Mai 1855 von Dresden nach Loschwitz und zurück – anlässlich des 50. Todestags Friedrich Schillers wurde damals unter anderem eine Gedenktafel am Schillerhäuschen angebracht. Eine Druckgraphik im Kupferstichkabinett Dresden zeigt das Schiff auf dieser Fahrt.
Nach der Indienststellung als Glattdeckdampfer fuhr das Schiff für die Vereinigte Sächsisch-Böhmische Dampfschiffahrt, die im März 1867 in die Sächsisch-Böhmische Dampfschiffahrts-Gesellschaft (SBDG) umgewandelt wurde. Das eiserne Schiff hatte einen hölzernen Schiffsboden. Dieser wurde 1871 erneuert.
Um es dem Zugriff des Königreiches Preußen zu entziehen, wurde das Schiff im Preußisch-Österreichischen Krieg im Mai 1866 nach Theresienstadt verlegt.
Im Winter 1876/77  wurde das Schiff einer Grundinstandsetzung unterzogen. Im Winter 1880/81 wurde die Maschine generalüberholt.
Im Herbst 1889 wurde die Friedrich August stillgelegt und 1891 in der Werft Blasewitz abgewrackt.

## Die Dampfmaschine
Die Dampfmaschine stammte aus der Friedrich August I, gebaut 1846 von der Maschinenfabrik Buckau in Magdeburg. Es handelte sich um eine oszillierende Niederdruck-Zweizylinder-Zwillings-Dampfmaschine mit Einspritzkondensation der Buckauer Maschinenfabrik mit einer Leistung von 120 PS. Von dieser Firma stammte auch der Flammrohr-Kofferkessel.

## Kapitäne des Schiffes
- Carl Gottlieb Gretzschel 1855
- F.A. Petzold 1856–1858
- Carl August Lehmann 1859–1861
- Friedrich Wilhelm Tobias 1862–1865
- Carl August Kunze 1866–1879
- Ignaz Hora 1880
- Carl August Richter 1881–1883
- Friedrich August Streidt 1884
- Carl Friedrich Hering 1885–1886
- Carl Ferdinand Wolf 1887
- Friedrich Franz Kunze 1888–1889